# Anul Nou Japonez
Anul Nou Japonez (正月 Shōgatsu?) este o festivitate anuală, o tradiție relativ recentă din Japonia. Începând cu anul 1873, Anul Nou Japonez a fost sărbătorit în conformitatea cu calendarul gregorian, pe data de 1 ianuarie a fiecărui an, zi care poartă numele de 元日 (Ganjitsu?). Există foarte multe tradiții specifice acestui festival: tradițiile budiste, mâncărurile tradiționale (osechi) și decorațiunile.

## Aspecte generale

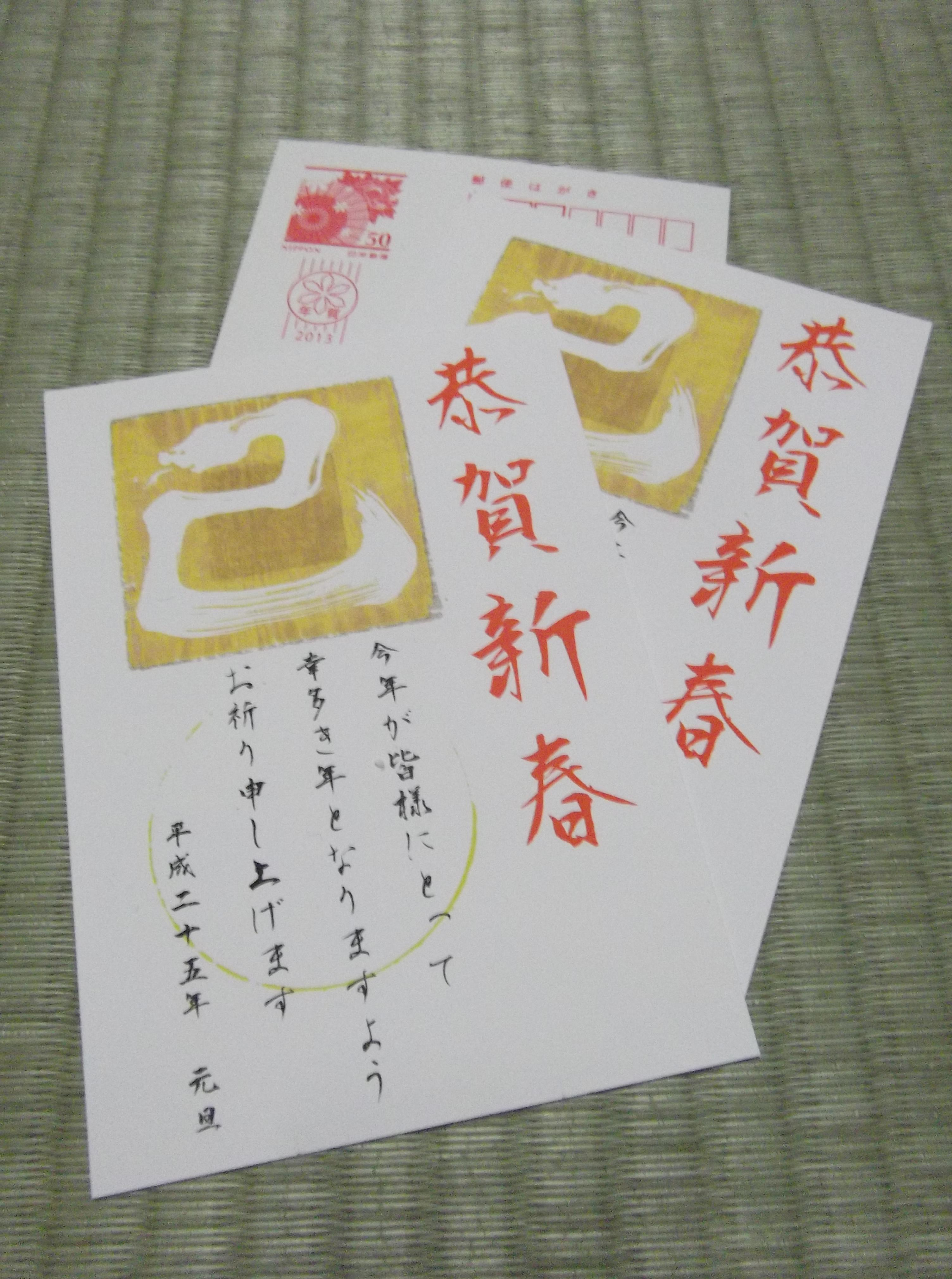
Nengajō, scrisorile trimise de Anul Nou

Anul Nou Japonez este considerat a fi cea mai importantă festivitate japoneză. Pentru acesta sărbătoare care durează trei zile (1, 2 și 3 ianuarie), pregătirile intense se fac din timp și includ: curățarea casei, prepararea mâncărurilor tradiționale și aprovizionarea pentru o săptămână întreagă, deoarece pe parcursul sărbătorii toate magazinele sunt închise. Cele mai multe familii sărbătoresc Anul Nou până pe 7 ianuarie, când încep să se deschidă magazinele. Una dintre cele mai importante pregătiri obligatorii este decorarea intrării caselor și a edificiilor, pentru care se utilizează ramuri de brad, pin, bambus și ferigă; decorația poartă denumirea de Kadomatsu.
La cumpăna dintre ani, clopotele marilor temple din Japonia sună de 108 ori pentru a vesti plecarea vechiului an, și simbolizează cele 108 păcate umane din religia budistă. Tradiția poartă denumirea de Joya no Kane.
Finalul lunii decembrie și începutul lunii ianuarie sunt cele mai ocupate luni pentru serviciul poștal japonez, deoarece în această perioadă se respectă tradiția trimiterii scrisorilor de Anul Nou către rude și prieteni, denumită nengajō. În medie, fiecare casă primește aproximativ 50-100 de scrisori de Anul Nou. De asemenea, copii primesc de la adulți (părinți, bunici, unchi și mătuși) bani sau daruri, tradiție care poartă numele de otoshidama, iar suma de bani oferită depinde de vârsta copilului.

## Mâncare tradițională

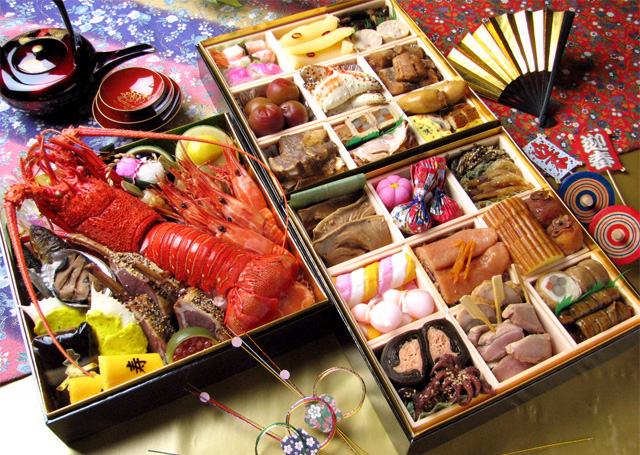
Osechi-ryōri, o mâncare specifică Anului Nou Japonez

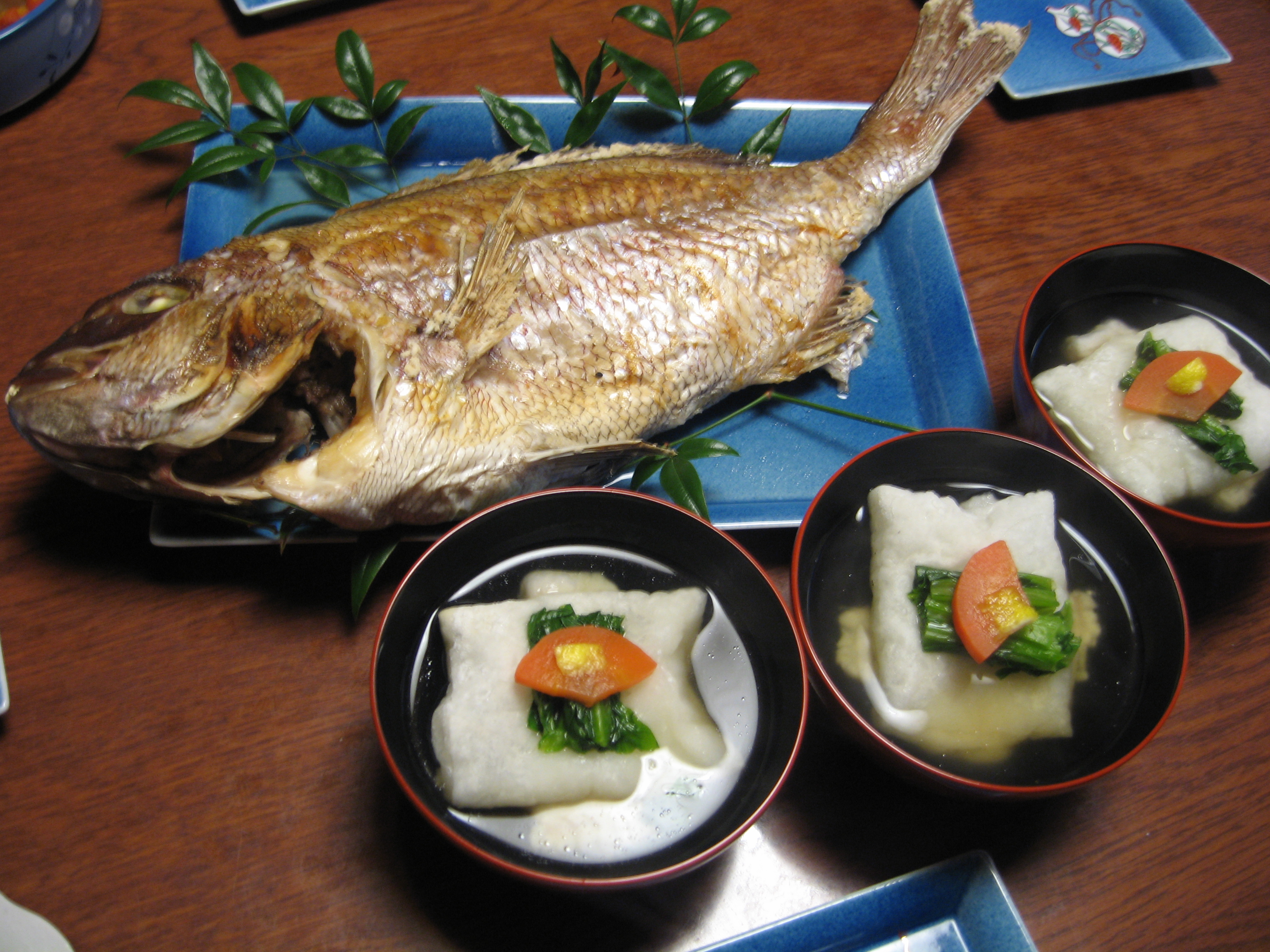
Zōni, o supă ce conține mochi și pește prăjit

Mâncărurile tradiționale consumate de Anul Nou poartă numele de osechi-ryōri sau simplu osechi, servite în cutii denumite jubako, iar acestea sunt foarte similare ca aranjament cu cutiile bentō. Există multe varietăți, de la alimente dulci la sărate, iar multe dintre acestea sunt doar regionale. Alte mâncăruri populare de Anul Nou sunt ozōni (o supă ce conține turtele de orez mochi și alte ingrediente, printre care legume și tofu),, zenzai, sashimi și sushi.
Un desert specific pentru această perioadă este mochi, turte confecționate prin lovirea boabelor de orez lipicios (mochigome). Din mochi rotunde se realizează o decorațiune tradițională pentru Anul Nou, denumită kagami mochi.